# Бускенстрём, Свен
Свен Ингвар Бускенстрём (швед. Sven Ingvar Buskenström, 27 февраля 1919 — 11 марта 1963) — шведский шахматист. Один из сильнейших шахматистов Швеции конца 1950 — начала 1960-х гг. Участник нескольких национальных чемпионатов. Бронзовый призер чемпионата Швеции 1962 г. В составе сборной Швеции участник шахматных олимпиад 1960 и 1962 гг. Участник стокгольмского международного турнира 1962 г.

## Спортивные результаты
| Год  | Город        | Соревнование                             | + | − | = | Результат | Место |
| ---- | ------------ | ---------------------------------------- | - | - | - | --------- | ----- |
| 1960 | Лейпциг      | XIV Олимпиада (сборная Швеции, запасной) | 5 | 2 | 2 | 6 из 9    |       |
| 1962 | Стокгольм    | Международный турнир                     | 1 | 7 | 1 | 1½ из 9   | 9—10  |
|      | Эрншёльдсвик | Чемпионат Швеции                         | 5 | 3 | 3 | 6½ из 11  | 3—4   |
|      | Варна        | XV Олимпиада (сборная Швеции, запасной)  | 5 | 5 | 3 | 6½ из 13  |       |